# Peluche ombilicale

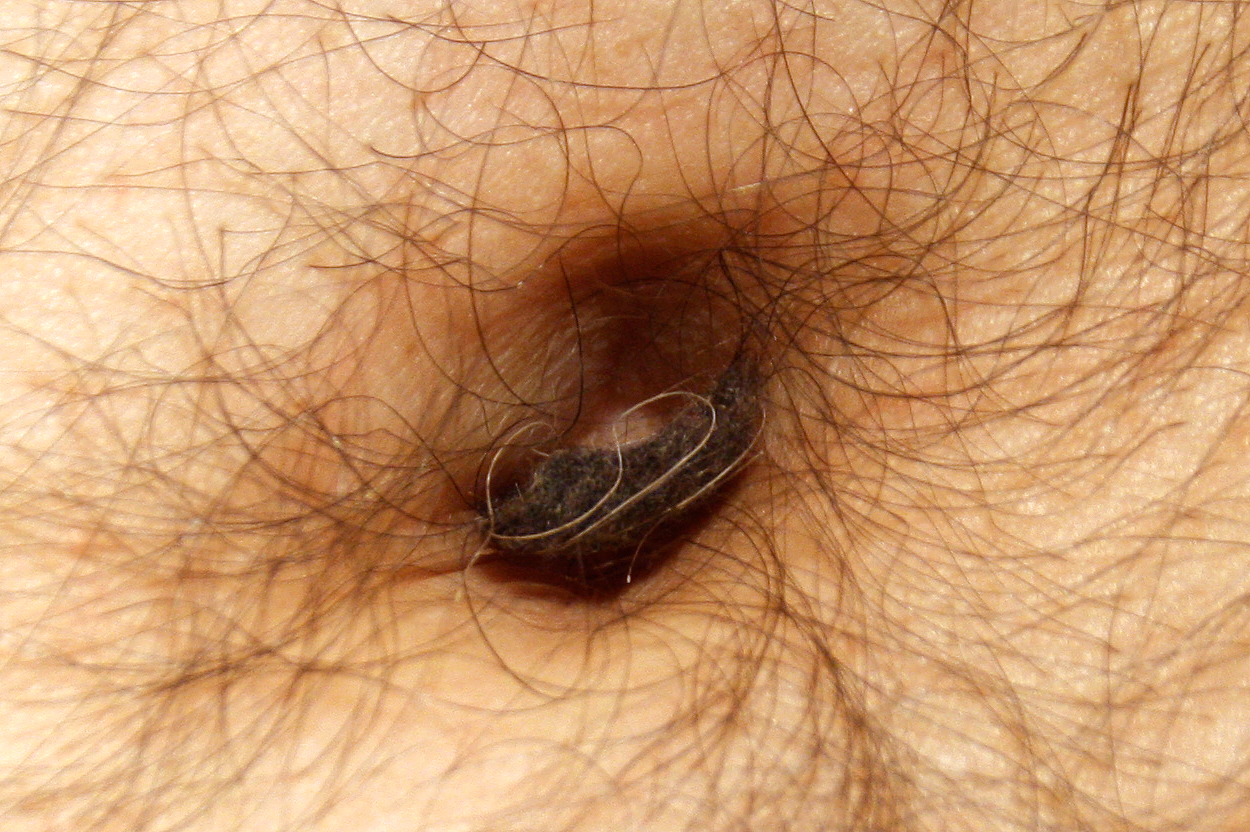
Une peluche ombilicale.

La peluche ombilicale, peluche de nombril ou mousse de nombril au Canada francophone, est une accumulation de fibres duveteuses au sein d'un nombril creux. Ce phénomène lié à la présence de poils abdominaux concerne principalement les hommes en léger surpoids et assure un nettoyage du nombril. 

## Typologie
La nature de ces peluches est majoritairement formée de fibres des vêtements mais également de poils et de cellules de peau, de graisse, de protéines, etc.. Suivant la profession de la personne et le type de vêtement porté, la peluche peut-être de couleur et de matière très différente,, allant généralement du bleu au gris. La masse moyenne d'une peluche de nombril recueillie sur une période de trois ans est de 1,82 mg et la masse individuelle la plus abondante se situe entre 1,20 et 1,29 mg.

## Personnes concernées
Ce phénomène concerne uniquement les personnes au nombril creux. Il semblerait que les peluches ombilicales aient tendance à s'accumuler chez les hommes à l'abdomen poilu et en léger surpoids, bien qu'elles puissent également être observées chez des individus tout à fait sveltes et musclés (abdominaux bien sorti) ainsi que des femmes. D'après une étude menée sur 4 800 personnes, dont 58 % d'hommes et 42 % de femmes, 66 % de la population retrouverait régulièrement ce genre de peluche au niveau du nombril : cela correspond, au seuil de 95 %, à une proportion comprise entre 54 % et 56,8 % chez les femmes, et entre 75,4 % et 77,8 % chez les hommes.

## Mécanisme de production
Les poils abdominaux recueillent les fibres de coton des vêtements du tronc portés à même la peau comme les chemises et les T-shirts et les transportent dans le nombril par le mouvement normal du corps, soutenu par la direction des poils abdominaux et leur structure. Après plusieurs heures, ces fibres sont compactées pour former la matière typique de la peluche. Ce phénomène assure une fonction de nettoyage du nombril,. Se raser les poils abdominaux met fin à la production de peluches comme le fait de porter des vieux vêtements.

## Collection
Graham Barker est un collectionneur australien de Perth de peluches ombilicales qui en récolta chaque soir de l'âge de 26 ans à l'âge de 45 ans 22,1 grammes. En 2010, il détient le record du poids le plus important jamais récolté et figure sur le Livre Guinness des records. Trois de ses bocaux ont été vendus à un musée. Il assure que ses peluches n'ont aucune odeur et ne sont pas biodégradables dans le temps,,.